# Percefleur moustachu
Diglossa mystacalis
Espèce
Statut de conservation UICN

 LC  : Préoccupation mineure
Le Percefleur moustachu (Diglossa mystacalis) est une espèce de passereau appartenant à la famille des Thraupidae.